# Diplomystidae
Diplomystidae es una familia primitiva de pez gato del (orden de los Siluriformes) endémica de hábitats de agua dulce en Chile y Argentina principalmente.
Esta especie mide entre los 300 y 400mm.A pesar de esto pesan unos 2 kilogramos. Su color pro copan es  negro, gris y marrón.
Una de sus habilidades más significativas es que perciben a sus presas mediante sus bigotes sin necesidad de verlos.

## Taxonomía
En esquemas tradicionales, Diplomystidae es una familia filogenéticamente basal, primitivo grupo hermano de todos los otros peces gato (Siluroidei). Esto está bien fundamentado en pruebas morfológicas. Sin embargo, un estudio del año 2006 (Sullivan, JP; Lundberg JG; Hardman M 2006) proponía la hipótesis de que un clado llamado "Loricarioidei", que contendría familias sudamericanas, fuese el más basal del grupo de peces gato, siendo grupo hermano del resto de Siluriformes, que se dividirían entre "Diplomystidae" y Siluroidei. Sin embargo, el estudio no pudo descartar la hipótesis tradicional.
Los diplomístidos retienen más caracteres plesiomórficos que cualquier otro Siluriforme, reciente o fósil, incluyendo aspectos de los huesos maxilares, bigotes, orificios nasales, cápsula ótica, huesos pterigoideos anteriores, centro complejo de Weber, esqueleto caudal, aletas radiadas, y cintura escapular. La monofilia de la familia Diplomystidae está bien apoyada por las sinapomorfias de las formas de los vómer y del paladar, la articulación craneal de la hiomandíbula, y la piel muy papilosa.

## Biogeografía
El origen gondwánico de los Siluriformes no tiene mayor resistencia en su aceptación como principio biogeográfico. La división de África y Sudamérica trajo consigo la división de los dos árboles principales Silurioidei y Loricarioidei. Diplomystidae, según el estudio citado (Sullivan, JP; Lundberg JG; Hardman M (2006)), presenta una divergencia probable hace unos 100 millones de años del tronco Silurioidei, que contiene las familias no sudamericanas del grupo. "El estudio que demuestra esta singularidad taxonómica y la relación descrita, se fundamente en la comparación de un sector del genoma común a todos siluriformes que presenta una inequívoca delección que suprime la síntesis de un aminoácido". Ya anteriormente se habría dividido Loricarioidei de Silurioidei lo que plantea algunas incógnitas biogeográficas. Posiblemente Diplomystidae se habría originado en alguna porción aislada del continente, separada por el mar entreriense antes de que esta porción suramericana se escindiera totalmente de África, de ese modo se puede comprender una más estrecha relación entre Diplomystidae y Silurioidei que con el resto de los siluros Suramericanos. Ya entrado el Terciario, esta familia parece relegarse en algún momento en el sur del continente, en donde Loricarioidei solamente llegaría en algún momento del Neógeno. Por esta razón, Diplomystidae sería miembro integrante de un conjunto biogeográfico (provincia biogeográfica) que incluye a otros representantes aislados de grupos zoológicos (Dromiciops, Calyptocephalella, Nematogenys, Callopistes, Notiothauma) que presentan los mismos patrones biogeográficos. Ya entrado el Mioceno conjuntamente a una radiación y especiación importante del clado Loricarioidei, hacen su aparición en estas regiones otras familias de Siluros como Trichomycteridae. Finalmente, el grupo logra sobrevivir en una aislado sector del continente relacionado con el selva Valdiviana.
En 1987, Gloria Arratia estableció, dentro de los diplomystidae, un nuevo género denominado Olivaichthys. Muchos autores recientes sinonimizan este Gro. con Diplomystes. Un análisis molecular ha propuesto que tal trans-andino Diplomystes y el cis-andino Olivaichthys están tan estrechamente relacionados (en adición a la similitud morfológica tan marcada) que Olivaichthys no debería ser reconocida. 
Un más reciente fenómeno de especiación del género Diplomystes generaría las actuales especies, estas podrían haberse replegado a ambos lados de los Andes a principios del Plioceno, cuando no se había instaurado aún la línea rompeaguas de los Andes actuales y las alturas habrían sido muy inferiores (recordando que los picos Andinos se han generados en forma de farellones superpuestos tras una migración en dirección O-E.).

## Distribución
La mitad de las especies están al oeste de los Andes en el centro sur de Chile. Las especies trans-andinas son Diplomystes chilensis de ríos cerca de Valparaíso y de Santiago, Diplomystes nahuelbutaensis de la cuenca del río Bío-Bío, y Diplomystes camposensis de la selva valdiviana. Tres otras especies están al este de los Andes en el sudoeste de Argentina. Las especies cis-andinas son Olivaichthys viedmensis del sistema del río Negro, Olivaichthys cuyanus del río Colorado y de la cuenca de los ríos Desaguadero-Salado, Olivaichthys mesembrinus solo se conocen relativamente pocos especímenes de los Chubut y Senguerr.

## Descripción
Los diplomístidos son la única familia existente de peces gato con dientes en un bien desarrollado maxilar (este estado también se presenta en el género extinto †Hypsidoris). Diplomystes posee bigotes maxilares. Posee púas en las aletas dorsal y pectoral. Las spp. más grandes alcanzan 32 cm.